# Шаман-камень
Шама́н-ка́мень — заповедная скала у озера Байкал в истоке реки Ангары. Памятник природы Прибайкальского национального парка.
Находится в 800 метрах ниже линии паромной переправы «Порт-Байкал — Листвянка» (между мысами Устьянский и Рогатка), в середине реки, примерно в 500 метрах от обоих берегов.

## Поклонение и легенда о Шаман-камне
С древности Шаман-камень наделяли необычной силой. По верованиям бурят, Шаман-камень был местом обитания хозяина реки Ангары — Ама Саган Нойона. Здесь молились и проводили важные шаманские обряды. Также привозили преступника и оставляли его на камне, и если ночью воды Байкала его не смывали, то преступника оправдывали.
Легенда об этой скале гласит, что Байкал хотел отдать свою дочь, красавицу Ангару, замуж за молодого воина по имени Иркут. Но Ангара влюбилась в другого богатыря, Енисея, и убежала к нему. Рассерженный отец бросил вслед дочери огромную скалу — Шаман-камень.

## Антропогенное воздействие
После строительства Иркутской ГЭС уровень воды в истоке Ангары поднялся и сейчас в хорошую погоду можно увидеть лишь вершину скалы Шаман-камень, выступающую из воды на 1—1,5 м.
Инженеры Гидроэнергопроекта предлагали разрушить скалу направленным взрывом, создав проран в истоке Ангары, так как Шаман-камень ограничивает объём её стока и горизонт сработки водохранилища. Это ограничение влияет на пропускную способность истока и, следовательно, на расход воды Иркутской ГЭС, особенно при низких уровнях Байкала. Создание прорана глубиной 25 м позволило бы за 4 года направить в Ангару около 120 км³ воды и выработать дополнительно 36 млрд кВт·ч. При этом увеличился бы полезный объём водохранилища, позволив осуществлять многолетнее регулирование расхода воды. Однако в последующие годы предполагалось восстановить исходный уровень Байкала, сократив расход воды через ГЭС. С учётом ввода новых электростанций Ангарского каскада, это привело бы к потерям в выработке электроэнергии, превышающим первоначальный выигрыш. Помимо этого, понижение уровня воды причинило бы существенный ущерб экологии, сельскому хозяйству и рыбному промыслу.
По причине указанных недостатков, а также протестов общественности данный проект остался нереализованным. Сибирские учёные и писатели опубликовали в октябре 1958 года открытое письмо-протест «В защиту Байкала» в «Литературной газете».

## В творчестве
- Рассказ о «Шаман-камне» звучит в фильме «У озера».
- «Шаман-камень» упомянут в песне «Плач» Константина Кинчева (группа «Алиса»).
- Шаман-камень изображён на почтовой марке СССР 1991 года.
- Описание Шаман-камня, а также легенда о его происхождении встречается в романе «Рана» российской писательницы Оксаны Васякиной.